# Eleanor Hallowell Abbott
Pour les articles homonymes, voir Hallowell et Abbott.
Eleanor Hallowell Abbott (née le 22 septembre 1872 à Cambridge, dans le Massachusetts et morte le 4 juin 1958 à Portsmouth, dans le New Hampshire) est une écrivaine américaine.

## Biographie
Eleanor Hallowell Abbott naît le 22 septembre 1872, à Cambridge, dans le Massachusetts. Elle est la fille du pasteur Edward Abbott et de Clara Davis. qui publie la revue Literary World, et la petite-fille de l'écrivain Jacob Abbott. Eleanor Hallowell Abbott grandit dans une culture religieuse et littéraire, croisant par exemple Longfellow et Lowell.
Après avoir fréquenté les écoles privées de Cambridge, elle suit les cours du Radcliffe College. Elle devient, après ses études, secrétaire et professeur à la Lowell State Normal School. Elle commence alors à écrire de la poésie et des nouvelles, sans connaître de succès. Elle acquiert une progressive notoriété quand elle publie deux de ses poèmes dans le Harper's Magazine. Elle remporte trois prix littéraires remis par le Collier's et The Delineator, pour des nouvelles qu'elle a écrites.
En 1908, Eleanor Hallowell Abbott épouse le docteur Fordyce Coburn et déménage avec lui à Wilton, dans le New Hampshire. Coburn travaille comme conseiller médical au Lycée Lowell (Lowell High School) et épaule son épouse dans sa production écrite. Plusieurs magazines acceptent de publier son travail. Deux de ses poèmes sont ainsi diffusés dans le Harper's Magazine en 1909. Elle publie ensuite soixante-cinq nouvelles et quatorze romans d'amour. Son ouvrage nommé Being Little in Cambridge When Everyone Else Was Big est une autobiographie sur son enfance à Cambridge.
Les personnages principaux de ses récits sont souvent des jeunes filles au comportement courageux et audacieux, opposées à des figures masculines calmes et fortes. Ces œuvres possèdent toujours des fins heureuses, malgré les épreuves que les personnages peuvent traverser. Ces récits prennent place en Nouvelle-Angleterre.
Elle meurt en 1958 à Portsmouth, dans le New Hampshire.
Ses archives sont détenues par la bibliothèque de l'Université du New Hampshire. La collection se compose principalement de tapuscrits de ses nouvelles.

## Publications
- Molly Make-Believe, 1910
- The Sick-a-Bed Lady (and other tales), 1911
- The White Linen Nurse, 1913
- Little Eve Edgarton, 1914
- The Indiscreet Letter, 1915
- The Ne'er Do Much, 1918
- Love and Mrs. Kendrue, 1919
- Old-Dad, 1919
- Peace on Earth, Good-will to Dogs, 1920
- Rainy Week, 1921
- Silver Moon, 1923
- But Once A Year: Christmas Stories, 1928
- Being Little in Cambridge when Everyone Else was Big, 1936